# 佐賀・有田 龍文壷の殺意
『佐賀・有田龍文壺の殺意』（さが・ありた りゅうもんつぼのさつい）は、1996年にTBS系列の月曜ドラマスペシャル枠で放送された斉藤由貴主演のテレビドラマ。

## 概要
佐賀・有田焼の女性陶芸家が、同じく陶芸家だった夫の死の謎を探る2時間ドラマ。
斉藤の夫役に船越栄一郎、斉藤に協力して事件の謎を追う陶芸家に清水宏次朗が出演。
斉藤と清水の共演は1989年のはいすくーる落書以来となる。

## ストーリー
佐賀有田焼の陶芸家である津島悠（船越栄一郎）・彩子（斉藤由貴）夫妻が東京で個展を開会していたが、その最終日に玉かんざしの写真が置かれたことから事件が展開する。
個展の閉幕から数日後、夫は突然死体となって発見される。彩子が夫の死の真相を探るうちに、夫の過去の秘密に突き当たるのだが…
（参考：CS TBSチャンネルの番組紹介ホームページ）